# Coral Reefer Band
Coral Reefer Band — бек-гурт американського співака й автора пісень Джиммі Баффета.
Гурт брав участь у записі релізів та гастролював разом з Джиммі Баффетом (до смерті Баффета у вересні 2023 року). Назва гурту натякає на коралові рифи (у відповідності з музикою Баффета на тропічну тематику) і на «reefer» (на сленгу марихуана). Музика гурту була класифікована як кантрі-рок, тропічний рок.
Одного вечора у 1970 році у кампусі Університету Південного Міссісіпі, оригінальний учасник гурту Coral Reefer Band, Фінгер Тейлор (Fingers Taylor), побачив сольний виступ Джиммі Баффета (Jimmy Buffett). Тейлор виконав акомпанемент на губній гармошці для частини виступу Баффета, що поклало початок їх довгостроковій співпраці.
Гурт дав свій останній концерт з Баффетом 6 травня 2023 року в Сан-Дієго, приблизно за три з половиною місяці до смерті Баффета у вересні того ж року.
30 жовтня 2023 року Мак МакАналлі (Mac McAnally) заявив в інтерв'ю, що Coral Reefer Band продовжить гастролювати та виконуватиме музику Баффета згідно з його передсмертним проханням.
Вперше після смерті Баффета, гурт возз’єднався 11 квітня 2024 року та брав участь у концерті «Keep the Party Going: A Tribute to Jimmy Buffett» у Hollywood Bowl. На концерті МакАналлі представив Джейка Шімабукуро (Jake Shimabukuro), Скотті Емеріка (Scotty Emerick) та Керолайн Джонс (Caroline Jones) як постійних учасників гурту.

## Поточний склад
Склад гурту станом на 2024 рік:
- Дойл Грішем (Doyle Grisham) — педальна гітара (1974–1976, 1981, 1998 — теперішній час)
- Майкл Атлі (Michael Utley) — клавішні (1975 — теперішній час)
- Мік Атлі (Mick Utley) — клавішні, вокал (2022 — теперішній час)
- Роберт Ґрінідж (Robert Greenidge) — сталеві барабани (1983 — теперішній час)
- Пітер Маєр (Peter Mayer) — гармонія та бек-вокал, соло-гітара (1989 — теперішній час)
- Джим Маєр (Jim Mayer) — гармонія та бек-вокал, бас (1989 — теперішній час)
- Роджер Гут (Roger Guth) — ударні (1989 — теперішній час)
- Джон Ловелл (John Lovell) — труба (1992 — теперішній час)
- Mac McAnally (Mac McAnally) — головна партія, гармонія та бек-вокал, ритм-гітара, соло-гітара та слайд-гітара, добро (1994 — теперішній час)
- Тіна Галліксон (Tina Gullickson) — гармонія та бек-вокал, акустична ритм-гітара (1995 — теперішній час)
- Надіра Шакур (Nadirah Shakoor) — гармонія, бек-вокал і головний вокал (1995 — теперішній час)
- Ерік Даркен (Eric Darken) — перкусія (2011 — теперішній час)
- Джейк Шімабукуро (Jake Shimabukuro) — укулеле (2005–2009, 2024 — теперішній час)
- Скотті Емерік (Scotty Emerick) — гармонія та бек-вокал, гітара (2024 — теперішній час)
- Керолайн Джонс (Caroline Jones) — гармонія та бек-вокал, гітара (2024 — теперішній час)

## Колишні учасники
Серед інших колишніх учасників Coral Reefer Band:
- Джиммі Баффет (Jimmy Buffett) — вокал, ритм-гітара, укулеле (1974–2023; помер 2023)
- Ральф Макдональд (Ralph MacDonald) — перкусія (1974–2011; помер у 2011)
- Грег Тейлор (Greg "Fingers" Taylor) — вокал, гармоніка, клавішні, перкусія (1975–2000, 2007; помер 2023)
- Гаррі Дейлі (Harry Dailey) — гармонія та бек-вокал, бас. Співавтор сценарію "Вулкан". (1975–1982; помер 2003)
- Філіп Фахардо (Philip Fajardo) — барабани (1975–1976)
- Кенні Баттрі (Kenny Buttrey) — ударні, перкусія (1977–1978; помер 2004)
- Тімоті Б. Шміт (Timothy B. Schmit) — гармонія та бек-вокал, бас, інколи головний вокал (1983?-1986?) (Шміт ввів термін Parrotheads)
- Тім Драммонд (Tim Drummond) — бас-гітара (1986–1988)
- Маршалл Чепмен (Marshall Chapman) — гітара, бек-вокал (1987); співавтор сценарію "Останній манго в Парижі", сценарист "Ідеальний партнер"
- Джеррі Джефф Вокер (Jerry Jeff Walker) — гітара, бек-вокал, композитор
- Ленні Філ (Lanny Fiel) — гітара
- Рік Філ (Rick Fiel) — бас-гітара
- Дейв Хейні (Dave Haney) — бас-гітара
- Пол Табет (Paul Tabet) — барабани
- Берген Вайт (Bergen White) — тромбон
- Деніел Франсіско (Daniel "Stiles" Francisco) — труба
- Боббі Томпсон (Bobby Thompson) — банджо
- Гамільтон Кемп (Hamilton Camp) — гітара
- Дуг Бартенфельд (Doug Bartenfeld) — гітара
- Джей Олівер (Jay Oliver) — клавішні
- Ренді Гудрам (Randy Goodrum) — клавішні
- Базз Кесон (Buzz Cason) — клавішні, бек-вокал
- Дон Клоцке (Don Kloetzke) — бек-вокал
- Майкл Джеффрі (Michael Jeffry) — соло-гітара, гармонійний вокал
- Джош Лео (Josh Leo) — гітара
- Вінс Меламед (Vince Melamed) — клавішні
- Тоні Пейс (Tony Pace) — барабани
- Джей Спелл ("Blind" Jay Spell) — клавішні — (помер у 2011 році)
- T.C. Мітчелл (T.C. Mitchell) — саксофони та флейта (1994–2005)
- Емі Лі (Amy Lee) — саксофон. Співавтор сценарію «Фруктових тортів». (1991–2005)
- Мері Гарріс (Mary Harris) — бек-вокал та аранжування вокалу.
- Баррі Ченс (Barry Chance) — гітара, бек-вокал (помер у 2010 році)
- Хедлі Гоккенсміт (Hadley Hockensmith) — бас
- Клаудія Каммінгс (Claudia Cummings) — бек-вокал (1991-1997; 23 грудня 1960 — 31 жовтня 2023)
- Енді Макмехон (Andy McMahon) — орган, Fender Rhodes
- Боб Нейлор (Bob Naylor) — Mouth орган, бек-вокал
- Метт Беттон (Matt Betton) — барабани
- М.Л. Бенуа (M.L. Benoit) — конги та перкусія, бек-вокал
- Девід Бріггс (David Briggs) — фортепіано
- Доктор Кіно Башельє (Dr. Kino Bachellier) — шейкери та французька
- Норберт Патнем (Norbert Putnam) — бас
- Домінік Кортезе (Dominic Cortese) — акордеон
- Дебора МакКолл (Deborah McColl) — бек-вокал
- Річ Калхун (Rich Calhoun) — барабани
- Девід Персонс (David "Cool" Persons) — гітара, вокал
- Реджі Янг (Reggie Young) — електрогітара
- Майк Гарднер (Mike Gardner) — барабани — (помер 1991)
- Ед Вільямс (Ed "Lump" Williams) — бас-гітара
- Семмі Кресон (Sammy Creason) — барабани
- Філ Ройстер (Phil Royster) — конгас
- Джонні Гімбл (Johnny Gimble) — скрипка
- Шейн Кейстер (Shane Keister) — синтезатор Муга
- Вассар Клементс (Vassar Clements) — скрипка
- Феррелл Морріс (Ferrell Morris) — перкусія
- Сем Клейтон (Sam Clayton) — бек-вокал, конги, перкусія (1982–1988)
- Ларрі Лі (Larry Lee) — гітара, барабани, клавішні
- Тім Крекель (Tim Krekel) — соло-гітара, бек-вокал
- Брі Говард (Brie Howard) — перкусія, вокал
- Рас Кункель (Russ Kunkel) — барабани
- Кіт Сайкс (Keith Sykes) — гітара
- Роджер Бартлетт (Roger Bartlett) — гармонійний вокал, акустична гітара, електрогітара. Написав «Даллас». (1973–1977) (оригінальний гітарист; на початку подорожував з Джиммі як дует)

## Почесні учасники та особливі гості
Багато виконавців брало участь у записах релізів та/або виступали на сцені з Баффетом, що принесло їм статус почесних Coral Reefers.
Список деяких найбільш відомих виконавців:
- Пол Маккартні (Paul McCartney) — вокал, бас
- Джеймс Тейлор (James Taylor) — вокал
- Гровер Вашингтон мл. (Grover Washington Jr.) — саксофон
- The Oak Ridge Boys (The Oak Ridge Boys) — вокал
- Шон Пейтон (Sean Payton) — бонго
- Клінт Блек (Clint Black) — вокал, губна гармошка
- Ед Бредлі (Ed Bradley) — вокал, бубен
- Рита Кулідж (Rita Coolidge) — вокал
- Стів Кроппер (Steve Cropper) — гітара
- Хьюї Льюїс (Huey Lewis) — вокал, губна гармошка
- Шеріл Кроу (Sheryl Crow) — вокал
- Стів Вінвуд (Steve Winwood) — вокал, орган
- Гаррісон Форд (Harrison Ford) — whip cracks
- Гленн Фрей (Glenn Frey) — гітара, бек-вокал
- Стів Гудман (Steve Goodman) — гітара
- Джон Хайатт (John Hiatt) — гітара
- Вілл Кімброу (Will Kimbrough) — гітара
- Джей Джей Ватт (J.J. Watt) — перкусія
- Алан Джексон (Alan Jackson) — вокал
- Ерл Клуг (Earl Klugh) — гітара
- Ніколет Ларсен (Nicolette Larsen) — вокал
- Рой Орбісон (Roy Orbison) — вокал
- Білл Пейн (Bill Payne) — клавіатура
- Міранда Ламберт (Miranda Lambert) — вокал
- JD Souther (J.D. Souther) — бек-вокал
- Сонні Ландрет (Sonny Landreth) — слайд-гітара
- Фредді Баффет (Freddie Buffett) — бек-вокал
- Іло Феррейра (Ilo Ferreira) — вокал, гітара
- Джейк Сімабукуро (Jake Shimabukuro) — укулеле (2005–2009)
- Зак Браун (Zac Brown) — гітара та вокал
- Білл Кройцманн (Bill Kreutzmann) — ударні
- Ric Flair (Ric Flair) — ударні та фонове "woo's"
- Браян Вілсон (Brian Wilson) — вокал
- Ерік Кінкейд (Eric Kincaid) — водій автобуса